# معهد أيكمان للبيولوجيا الجزيئية

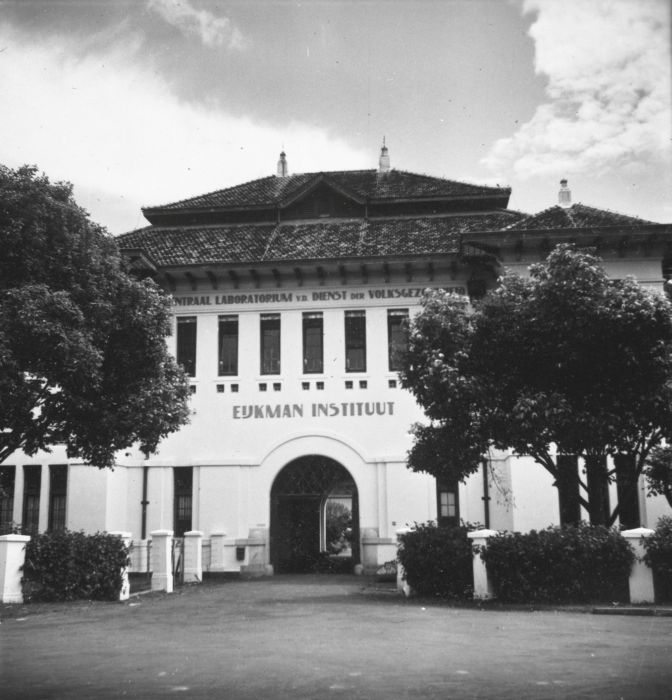
المعهد في عام 1939

معهد أيكمان للبيولوجيا الجزيئية هو مختبر يقع في جاكرتا عاصمة إندونيسيا. يشتهر الهولندي كريستيان أيكمان بأنه اكتشف أن البريبيري سببه نقص الثيامين في جسم الإنسان.

## التاريخ
أسس كريستيان إيكمان مختبر في جينيسكونديج لابوراتوري أو المختبر الطبي في جالان ديبونيجورو رقم 69 في وسط جاكرتا في عام 1888. خلال فترة وجوده هناك اكتشف أن إيكمان البريبيري الذي كان يُعتقد عمومًا أنه ناجم عن قوى خارجية، ناجم عن نقص الثيامين في جسم الإنسان. أدى ذلك إلى جائزة نوبل للسلام لإيجمان في عام 1929. في عام 1938 تم تغيير اسم المختبر إلى معهد إيكجمان على شرف إيكمان.
خلال الحرب العالمية الثانية اتهم المحتلون اليابانيون أول مدير إندونيسي للمركز أحمد مختار بتسميم مجموعة من اللقاحات التي كان من المقرر تسليمها إلى عمال عبيد. بعد تعذيب مختار وباحثيه واستجوابهم، أبرم صفقة مع اليابانيين بأن أقر بأنه مذنب إذا تم إطلاق سراح الباحثين. ثم أُعدم ودُفن في قبر غير محدد. من المحتمل أن مختار كان كبش فداء لتجربة يابانية فاشلة تهدف إلى التحقق من صحة لقاح ذوفان الكزاز المصحوب بقواتهم.
خلال الستينيات أغلق المعهد بسبب الاضطرابات في البلاد وتم انضمامه لمستشفى شيبتو مانغوكوسومو. ظل مغلقًا لمدة ثلاثين عامًا حتى عام 1992 عندما قرر بي. ج. حبيبي، وزير البحث والتكنولوجيا إعادة فتح المعهد. بحلول عام 1993 كان المختبر يعمل بكامل طاقته، لكنه واجه المزيد من المشاكل في عام 1998 بسبب الأزمة المالية الآسيوية.
في عام 2004 حدد المعهد المفجر الانتحاري الذي فجر نفسه أمام السفارة الأسترالية، والتي نالت الاعتراف بالفوائد العملية للبيولوجيا الجزيئية. اليوم يضم المعهد أحد مختبرات السلامة البيولوجية المستوى 3 القليلة في البلاد، وهو مجهزة بغرفة لإزالة التلوث من الغاز.

## البناء
من الخارج، تم وصف المبنى وكأنه متحف، على الرغم من أنه لم يتم تجديده من الداخل في محاولة لإبقاء المبنى يبدو كما كان عندما كان يعمل فيه أيكمان. يشمل المبتى صالة الزوار التي ما زالت مفروشة بكراسي من الخشب والقش والمفروشات الأخرى التي لم يتم تغييرها منذ افتتاح المبنى.